# Historische dorpen van Shirakawa-go en Gokayama

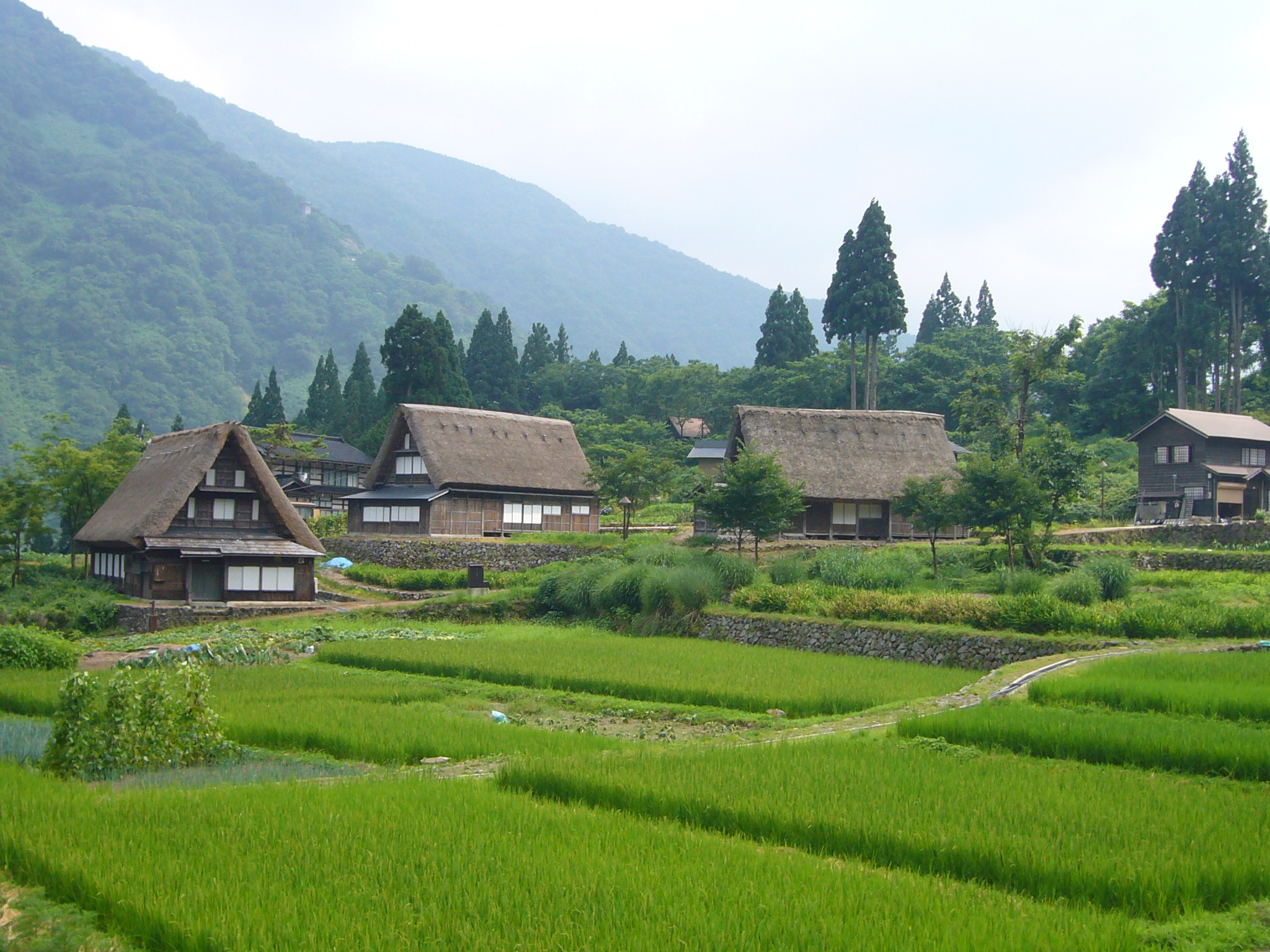
Ainokura in Gokayama

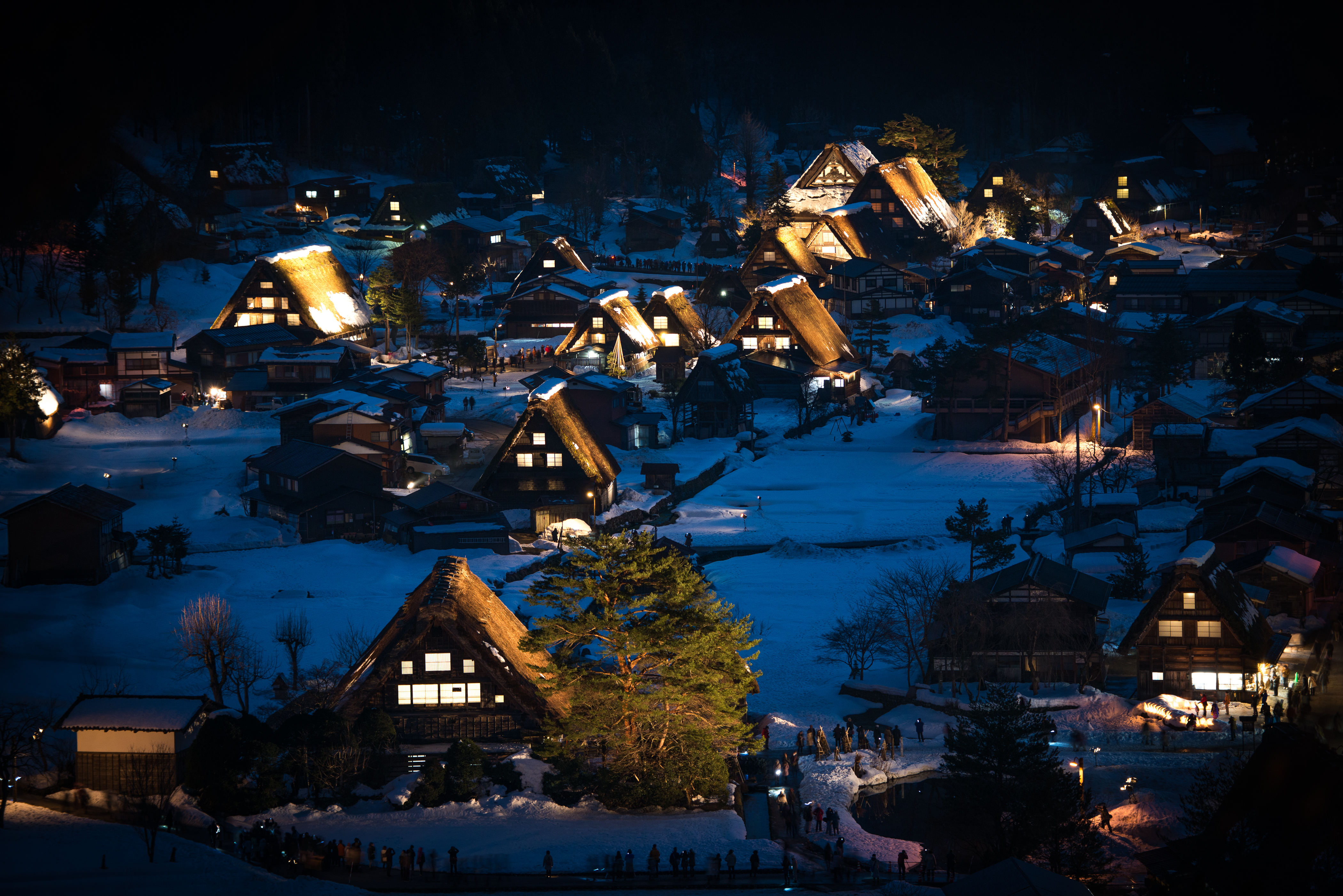
Shirakawa-go

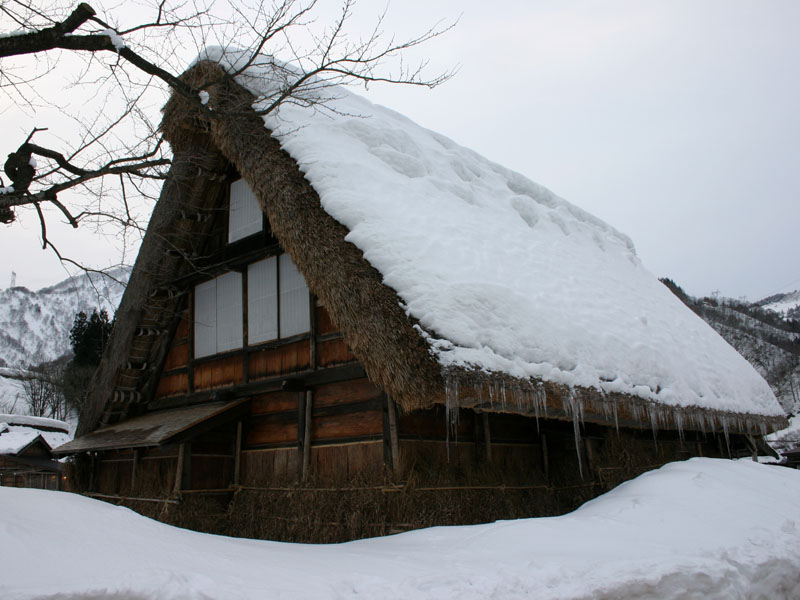
Sneeuwval op een gassho-huis

De historische dorpen van Shirakawa-go en Gokayama zijn drie Japanse dorpjes (Ogimachi, Ainokura en Suganuma) in de prefecturen Gifu en Toyama die sinds 1995 op de Unesco-Werelderfgoedlijst zijn ingeschreven. De dorpen liggen in een bergachtige streek die gedurende lange tijd afgesloten was van de rest van de wereld en die zich daardoor vrij onafhankelijk van de omliggende streken heeft ontwikkeld. De inwoners leefden van het cultiveren van de moerbei en het telen van zijderupsen. De boerderijen in deze streek zijn gebouwd in de gassho-zukuri-stijl, die wordt gekenmerkt door steile, puntige rieten daken, bedoeld om de hevige sneeuwval in de streek te kunnen weerstaan. Deze gebouwen zijn de enige voorbeelden van deze stijl in Japan. Ondanks de economische veranderingen zijn de dorpjes uitzonderlijke voorbeelden gebleven van de traditionele manier van leven die perfect aansluit bij de omgeving en de socio-economische omstandigheden.

## Beschrijving
De streek is berg- en bosachtig, en dat heeft een grote rol gespeeld op de ontwikkeling van de streek. Bossen en bergen vormen 96% van de totale oppervlakte van de streek. De resterende 4% is landbouwgrond. Door het bergachtige terrein was de traditionele rijstteelt met rijstvelden niet volledig succesvol. Boeren probeerden andere teeltgewassen, zoals boekweit en gierst, in kleine velden, maar ook deze teelten brachten nauwelijks meer op. De weinige producten uit het gebied die geschikt waren voor de markt, waren Japans papier (washi), vervaardigd uit de vezels van de papiermoerbei, salpeter voor de productie van buskruit, en de basisproducten van zijdeteelt, zoals zijderupsen en zijdedraad. Van deze drie industrieën bleef enkel de zijdeteelt over, nadat de papierproductie afnam in de 19e eeuw door de introductie van Westerse papierproductiemethodes, en de salpeterproductie werd stopgezet door de invoer van goedkoop salpeter uit Europa. De zijde-industrie speelde een belangrijke rol in de ontwikkeling van de architecturale gassho-stijl omwille van de behoefte aan grote omsloten ruimtes voor de zijdeteelt.
De boerderijen in de gassho-stijl onderscheiden zich van andere boerderijstijlen in Japan. Zij zijn groter in oppervlakte dan die in andere Japanse regio's en hebben steile, puntige rieten daken met een helling van 60°. Door deze steile daken ontstaat een grote bruikbare ruimte, die traditioneel in drie of vier verdiepingen wordt ingedeeld en die wordt gebruikt voor de zijderupsbedden en voor de opslag van de moerbeibladeren.
In verscheidene kleine dorpjes in het gebied, zoals Ogimachi, Ainokura en Suganuma, zijn deze unieke gassho-gebouwen te vinden. Het aantal gassho-huizen is echter afgenomen sinds de Tweede Wereldoorlog, door Japans economische ontwikkeling. De geselecteerde delen die als werelderfgoed zijn opgenomen, zijn diegene waar de gassho-huizen in groep bij elkaar staan en waar het oorspronkelijke landschap is bewaard gebleven.
In Ogimachi (op het grondgebied van Shirakawa) liggen de meeste huizen op individuele percelen die van elkaar gescheiden worden door stukken landbouwgrond, die het traditionele grondgebruik tonen. Op de hellingen aan de voet van de berg staan de huizen op terrassen die worden ondersteund door stenen stutmuren. De meeste huizen hebben ook bijgebouwen zoals houten voorraadschuren en plaatsen om graan te drogen. Deze staan meestal op een goede afstand van de woonhuizen om het risico op brand te verkleinen. De huizen worden omringd door geïrrigeerde rijstvelden of landbouwgrond, die klein en onregelmatig van vorm zijn. Het landschap is vrij open, omdat de stukken grond niet door hagen of muren worden begrensd, maar door wegen, irrigatiekanalen en landbouwpercelen. De groep historische gebouwen die deel uitmaken van het werelderfgoed bestaat uit 117 huizen en zeven andere constructies. Van deze zeven constructies zijn er zes in de gassho-stijl. Zij staan allemaal langs de Sho-rivier en zorgen zo voor een indrukwekkend en harmonieus landschap. Zeven huizen zijn in de 20e eeuw gebouwd, maar lijken op gebouwen in de gassho-stijl.
Ainokura (sinds 2004 deel van Nanto) ligt op een plateau boven de Sho-rivier. De huizen en landpercelen zijn in vorm en grootte nagenoeg identiek aan die in Ogimachi. De groep historische huizen omvat twintig gassho-huizen, die meestal een vierkant grondplan met vier kamers hebben.
Het dorpje Suganuma (sinds 2004 deel van Nanto) lijkt op de twee voorgaande dorpjes en ligt op een terras dat uitkijkt over de Sho-rivier. Het is echter veel kleiner dan de twee andere dorpjes en telt minder huishoudens. Hier staan nog negen gassho-huizen, waarvan het laatste gebouwd is in 1929. Qua vorm lijken zij meer op de huizen in Ainokura dan op die van Ogimachi.

## Geschiedenis
In de 8e eeuw werd het gebied opengesteld als een plek voor ascetische religieuze bergaanbidding, gericht op de berg Hakusan, voor een orde die een oud pre-boeddhistisch geloof combineerde met een esoterisch boeddhisme. In de 13e eeuw kwam het gebied onder de invloed van de esoterische Tendai-sekte, en vervolgens die van de Jodo Shinshu-sekte, die nog steeds invloed heeft in de streek en waarvan de principes een belangrijke rol hebben gespeeld in de sociale structuur van de streek. Bij het begin van de Edoperiode maakte Shirakawa-go deel uit van het grondgebied van de Takayama-clan. Van de late 17e eeuw tot de Meiji-restauratie stond het gebied onder de directe controle van het militair bestuur (Edo Bakufu). Gokayama stond onder het direct bestuur van de Kanazawa-clan gedurende de Edoperiode.
De vroegste geschreven bron van de naam "Shirakawa-go" dateert van het midden van de 12e eeuw. De naam "Gokayama" verschijnt pas aan het begin van de 16e eeuw. De dorpjes Ogimachi, Ainokura en Suganuma zijn terug te voeren tot de late 15e, het midden van de 16e en de vroege 17e eeuw respectievelijk.